# Duvalia parviflora
Duvalia parviflora är en oleanderväxtart som beskrevs av Nicholas Edward Brown. Duvalia parviflora ingår i släktet Duvalia och familjen oleanderväxter. Inga underarter finns listade i Catalogue of Life.